# پرووکیزلیارسکویه
پرووکیزلیارسکویه (به لاتین: Pervokizlyarskoye) یک منطقهٔ مسکونی در روسیه است که در شهرستان کیزلیارسکی واقع شده‌است.